# Schondelle
Die Schondelle ist ein 5,2 km langer orografisch linker bzw. südlicher Nebenfluss der Emscher in Nordrhein-Westfalen, Deutschland.

## Etymologie
Der Name Schondelle ist Niederdeutsch. Die Bezeichnung setzt sich zusammen aus schon = schön und Delle = Senke.

## Geographie
Die Schondelle entspringt in Wellinghofen in einem Quellteich auf einer Höhe von 133 m ü. NN. Von hier aus fließt sie zuerst in westliche Richtungen. Bei Lücklemberg mündet linksseitig der Olpkebach. Unterhalb der Mündung wendet der Bach seinen Lauf nach Norden, durchfließt den Zoologischen Garten und den Botanischen Garten Rombergpark in Brünninghausen. Hier mündet rechtsseitig der Pferdebach. 
Etwas unterhalb speist die Schondelle einen Teich in Höhe des Torhauses Rombergpark. Über einhundert Jahre verschwand sie hier in einem Kanal. Unterirdisch unterquerte der Bach die B 54 und den Phoenixpark, um anschließend auf 84 m ü. NN in die Emscher zu münden.
Im Zuge der Renaturierung der Emscher durch die Emschergenossenschaft ersetzte die Stadt Dortmund die bisherige Mischwasserkanalisation und trennte durch eine aufwändige Abkopplungsmaßnahme den unteren Bachlauf der Schondelle vom Schmutzwasser. Während für das Abwasser im unterirdischen Vortrieb ein neuer Kanal unter die B 54 hindurch angelegt wurde, wurde das Bachbett der Schondelle freigelegt bzw. neu an die Oberfläche verlegt. Der neue Verlauf, für den Tiefbauarbeiten von bis zu 20 m Höhe vorzunehmen waren, was ca. 200.000 t Bodenaushub entspricht, folgt vom Rombergpark etwa 1200 m dem Verlauf der B 54 nach Westen bis zur Kleingartenanlage „Remy“ und mündet nördlich davon in die Emscher. Bei den Tiefbauarbeiten wurden im geplanten Bachbett historische Mauerreste des Schlosses Brünninghausen freigelegt. Diese wurden in die Umgestaltung des Bachlaufes einbezogen. Im April 2014 waren die Umbauarbeiten abgeschlossen. Am 17. April 2014 fand der offizielle Durchstich statt, mit dem die renaturierte Schondelle der Öffentlichkeit übergeben wurde.
Die Schondelle entwässert ein 11,793 km² großes Einzugsgebiet über Emscher und Rhein zur Nordsee. Dabei überwindet der Bach einen Höhenunterschied von 49 m, was einem mittleren Sohlgefälle von 9,4 ‰ entspricht.